# Kendra Cocksedge
Kendra Cocksedge (n. 1 de julio de 1988) es una jugadora internacional neozelandesa de rugby y cricket. Juega con el equipo neozelandés de rugby a XV, los Black Ferns ("Helechos negros") y para provincialmente para Canterbury. Formó parte del equipo que ganó la Copa Mundial Femenina de Rugby de 2010.
Originaria de Taranaki, Cocksedge jugó al rugby desde temprana edad y en su juventud formó parte de los equipo de Taranaki y escuela secundaria de Hurricanes. En 2007, con 19 años de edad, debutó con Canterbury después de trasladarse allí para estudiar en la universidad de Lincoln.
En 2014 Cocksedge empezó como titular todos los nueve partidos para el equipo provincial femenino de Canterbury, con buenas actuaciones y logrando 101 puntos. Después debutó con la selección nacional y fue elegida para la selección de la Copa Mundial Femenina de Rugby de 2014. En 2015 fue la máxima anotadora con 26 puntos en la Super serie de rugby femenino 2015. Fue elegida "Jugadora neozelandesa del año" a finales de 2015. La World Rugby, máximo organismo internacional de este deporte, le concedió el premio a la mejor jugadora mundial del año 2015.
Cocksedge también ha representado a Nueva Zelanda en el deporte de rugby 7 y fue miembro del equipo ganador de las series mundiales femeninas de Sevens en 2013.